# The Village Sessions
The Village Sessions è il secondo EP del cantautore statunitense John Mayer, pubblicato il 12 dicembre 2006.

## Tracce
1. Waiting on the World to Change (Ben Harper version)
2. Belief (acoustic version)
3. Slow Dancing in a Burning Room (acoustic version)
4. Good Love is On the Way (acoustic version)
5. I'm Gonna Find Another You (acoustic version)
6. In Repair (acoustic version)